# Sekunda (interval)
Sekunda je razlika u visini između dva susjedna stupnja dijatonske ljestvice. Sekunda može biti mala, velika, povećana i smanjena.
- Mala sekunda razmak je od pola stepena između dva susjedna stupnja neke glazbene ljestvice. Primjer na tonu c je C – DES.
- Velika sekunda razmak je od cijelog stepena između dva susjedna stupnja neke glazbene ljestvice. Primjer na tonu c je C – D.
- Povećana sekunda razmak je od jednog i pol stepena između dva susjedna stupnja neke glazbene ljestvice. Primjer na tonu c je C – DIS.
- Smanjena sekunda razmak je od nula stepena između dva susjedna stupnja neke glazbene ljestvice. Primjer na tonu c je C – DESES, zvuči kao interval čiste prime (zvukovno je to, zapravo, isti ton), ali u teoriji je to razmak između polaznog i susjednog mu dvostruko smanjenenoga stupnja (tona).